# Valentin Morkovkin
Valentin Morkovkin –en ruso, Валентин Морковкин– (20 de septiembre de 1933-1999) fue un deportista soviético que compitió en remo.
Participó en los Juegos Olímpicos de Roma 1960, obteniendo una medalla de bronce en la prueba de cuatro sin timonel. Ganó una medalla de plata en el Campeonato Europeo de Remo de 1961.

## Palmarés internacional
| Juegos Olímpicos   | Juegos Olímpicos       | Juegos Olímpicos  | Juegos Olímpicos   |
| Año                | Lugar                  | Medalla           | Prueba             |
| ------------------ | ---------------------- | ----------------- | ------------------ |
| 1960               | Roma (Italia)          | Medalla de bronce | Cuatro sin timonel |
| Campeonato Europeo |                        |                   |                    |
| Año                | Lugar                  | Medalla           | Prueba             |
| 1961               | Praga (Checoslovaquia) | Medalla de plata  | Cuatro sin timonel |